# Daniel Sappa
Claudio Daniel Sappa (Villa Elisa, La Plata, Argentina; 9 de febrero de 1995) es un futbolista argentino. Juega de arquero en San Miguel de la Primera B Nacional.

## Trayectoria

### Defensa y Justicia
Realizó las inferiores en Defensa y Justicia, llegando a realizar una Pretemporada con el plantel profesional, pero se decantó por Estudiantes de La Plata, llegando a debutar en el año 2016, frente a Tigre por la tercera fecha del torneo de transición de Argentina.

### Arsenal de Sarandí
En julio del 2019 llegó a Arsenal en busca de continuidad, ya que en el Pincha se encontraba Mariano Andújar, guardameta irremplazable en el conjunto platense. En el "Arse" fue suplente el primer semestre de Maximiliano Gagliardo, mientras que al comienzo del 2020 le ganó el puesto. Finalmente, "Pepi" disputó 13 partidos con la institución de Sarandí, contabilizando 12 partidos de la Liga Profesional de Fútbol y 1 por la Copa de la Superliga, que luego fue suspendida por la pandemia del COVID-19.

### Patronato
El 26 de agosto de 2020, sin conseguir la continuidad en Estudiantes (LP), se va a Patronato tras la salida del arquero Matías Ibáñez del equipo entrerriano. El Rojinegro se disputó la llegada del arquero junto con Tucumán, pero el oriundo de Villa Elisa, optó por el conjunto de Paraná ya que podría conseguir una continuidad más fácilmente.

### Belgrano
El 12 de febrero de 2021, se convierte en el nuevo arquero del Club Atlético Belgrano, firmó contrato hasta diciembre de 2021, con opción de compra. El viernes 18 de junio de 2021, se desvincula del club para jugar en Arsenal. El arquero no sumó minutos en el club. 

### Palestino
En 2022 se va a cedido a Palestino de la Primera División de Chile.

### Estudiantes de La Plata
En diciembre de 2022 vuelve de su préstamo en Palestino a  Estudiantes de La Plata para quedarse y pelear el puesto con Mariano Andújar. En agosto, tras no lograr regularidad, le anunció a los dirigentes sus intenciones de emigrar ante ofertas del extranjero, principalmente de Países Bajos.Tras no lograr el traspaso, no fue tomado en cuenta por el cuerpo técnico hasta el fin de su contrato en diciembre de 2023.

### Deportes Iquique
El 27 de diciembre de 2023 fue anunciado como nuevo jugador de Deportes Iquique de la Primera División chilena, en lo que será su segunda experiencia en el fútbol trasandino.

## Estadísticas
| Club                       | Div           | Temporada     | Liga  | Liga  | Copas nacionales | Copas nacionales | Torneos internacionales | Torneos internacionales | Total | Total | Media de goles recibidos |
| Club                       | Div           | Temporada     | Part. | Goles | Part.            | Goles            | Part.                   | Goles                   | Part. | Goles | Media de goles recibidos |
| -------------------------- | ------------- | ------------- | ----- | ----- | ---------------- | ---------------- | ----------------------- | ----------------------- | ----- | ----- | ------------------------ |
| Estudiantes (LP) Argentina | 1.ª           | 2016          | 3     | -3    | 0                | 0                | 0                       | 0                       | 3     | -3    | 1                        |
| Estudiantes (LP) Argentina | 1.ª           | 2016-17       | 3     | -3    | 1                | 0                | 0                       | 0                       | 4     | -3    | 0.75                     |
| Estudiantes (LP) Argentina | 1.ª           | 2017-18       | 1     | -2    | 0                | 0                | 0                       | 0                       | 1     | -2    | 2                        |
| Estudiantes (LP) Argentina | 1.ª           | 2018-19       | 1     | -1    | 1                | -3               | 0                       | 0                       | 2     | -4    | 2                        |
| Estudiantes (LP) Argentina | 1.ª           | 2023          | 2     | -5    | 2                | 0                | 2                       | 0                       | 6     | -5    | 0.83                     |
| Estudiantes (LP) Argentina | Total club    | Total club    | 10    | -14   | 4                | -3               | 2                       | 0                       | 16    | -17   | 1.06                     |
| Arsenal Argentina          | 1.ª           | 2019-20       | 11    | -12   | 1                | -1               | 0                       | 0                       | 12    | -13   | 1.08                     |
| Arsenal Argentina          | Total club    | Total club    | 11    | -12   | 1                | -1               | 0                       | 0                       | 12    | -13   | 1.08                     |
| Patronato Argentina        | 1.ª           | 2020          | —     | —     | 7                | -11              | 0                       | 0                       | 7     | -11   | 1.57                     |
| Patronato Argentina        | Total club    | Total club    | 0     | 0     | 7                | -11              | 0                       | 0                       | 7     | -11   | 1.57                     |
| Belgrano Argentina         | 2.ª           | 2021          | 0     | 0     | 0                | 0                | —                       | —                       | 0     | 0     | 0.00                     |
| Belgrano Argentina         | Total club    | Total club    | 0     | 0     | 0                | 0                | 0                       | 0                       | 0     | 0     | 0.00                     |
| Arsenal Argentina          | 1.ª           | 2021          | 4     | -10   | 0                | 0                | 0                       | 0                       | 4     | -10   | 2.5                      |
| Arsenal Argentina          | Total club    | Total club    | 4     | -10   | 0                | 0                | 0                       | 0                       | 4     | -10   | 2.5                      |
| Palestino · Chile          | 1.ª           | 2022          | 29    | -35   | 2                | -1               | —                       | —                       | 31    | -36   | 1.16                     |
| Palestino · Chile          | Total club    | Total club    | 29    | -35   | 2                | -1               | 0                       | 0                       | 31    | -36   | 1.16                     |
| Deportes Iquique · Chile   | 1.ª           | 2024          | 0     | 0     | 0                | 0                | —                       | —                       | 0     | 0     | 0                        |
| Deportes Iquique · Chile   | Total club    | Total club    | 0     | 0     | 0                | 0                | 0                       | 0                       | 0     | 0     | 0                        |
| Total carrera              | Total carrera | Total carrera | 54    | -71   | 14               | -16              | 2                       | 0                       | 70    | -87   | 1.24                     |
| 1. 2. 3.                   |               |               |       |       |                  |                  |                         |                         |       |       |                          |

## Palmarés

### Campeonatos nacionales
| Título         | País      | Club                    | Año  |
| -------------- | --------- | ----------------------- | ---- |
| Copa Argentina | Argentina | Estudiantes de La Plata | 2023 |